# Celebrity Solstice
Le Celebrity Solstice, sorti en septembre 2008 du chantier naval Meyer Werft, est le plus gros navire de croisière construit en Allemagne à ce jour. Il est le premier d’une série de cinq bateaux, la classe Solstice, que son propriétaire, Celebrity Cruises, a commandé à ce chantier naval.